# L'Entrée du Christ à Bruxelles
Pour les articles homonymes, voir L'Entrée du Christ à Bruxelles (nouvelle).
L'Entrée du Christ à Bruxelles (2,58 × 4,30 m, 1888, Los Angeles, musée Getty) est un tableau de James Ensor, considéré comme son œuvre la plus importante.
Cette toile monumentale représente l'événement que serait l'arrivée du Christ dans la Bruxelles contemporaine. Dans une atmosphère de kermesse mêlée de défilé du 1er mai, accueilli par les slogans « Vive la sociale ! » et « Vive Jésus, roi de Bruxelles ! », le Christ auréolé s'avance au fond du tableau. Quand, en 1888, Ensor peint ce tableau, la Belgique connaît de nombreuses protestations contre l'ordre bien établi de la société et des jeunes artistes comme Ensor contestent l'art académique. En imaginant L'Entrée du Christ à Bruxelles à la fin du XIXe siècle, le peintre dénonce les défauts et l'hypocrisie de la riche société bourgeoise et de l'Église catholique.
Cette œuvre est refusée au Salon des XX car le peintre n'était pas en accord avec la tendance au symbolisme, à l'impressionnisme, c'est-à-dire à la convergence avec la France. Le tableau se veut une réponse directe au Dimanche après-midi à l'île de la Grande Jatte de Georges Seurat, qui avait eu l'année précédente un grand succès au Salon des XX.
L'écrivain belge Dimitri Verhulst publie en 2011 un roman intitulé De intrede van Christus in Brussel,  publié en français sous le titre L'Entrée du Christ à Bruxelles. En 2004, l'autrice belge Amélie Nothomb publie quant à elle une nouvelle également intitulée L'entrée du Christ à Bruxelles, sous la forme d'un ouvrage de petit format, et couplé au numéro 3053 du magazine Elle.